# Březnice (Zlíni járás)
Březnice település Csehországban, a Zlíni járásban. Březnice Doubravy, Želechovice nad Dřevnicí, Březůvky, Zlín és Bohuslavice u Zlína településekkel határos. Lakosainak száma 1467 fő (2024. január 1.).

## Népesség
A település lakosságának változását az alábbi diagram mutatja:
| Lakosok száma | 814  | 849  | 1134 | 1423 | 1175 | 1109 | 1278 | 1309 | 1377 | 1467 |
|               | 1869 | 1890 | 1921 | 1950 | 1980 | 2001 | 2017 | 2019 | 2022 | 2024 |